# Cochrane District
Der Cochrane District ist ein Verwaltungsbezirk im Nordosten der kanadischen Provinz Ontario. Hauptort ist Cochrane. Die Einwohnerzahl beträgt 79.682 (Stand: 2016), die Fläche 141.268,51 km², was einer Bevölkerungsdichte von 0,6 Einwohnern je km² entspricht. Der Bezirk wurde 1921 aus Teilen des Timiskaming District und des Thunder Bay District gebildet.
Laut Umfragen rechnen sich fast die Hälfte der Einwohner zur französisch sprechenden Minderheit der Franko-Ontarier. Obwohl Ontario offiziell nicht zweisprachig ist, sind nach dem „French Language Services Act“ die Behörden hier verpflichtet ihre Dienstleistungen auch in französischer Sprache anzubieten.
| Kenora District      | Kenora District                             | Nord-du-Québec (Québec)        |
| Thunder Bay District | Kompassrose, die auf Nachbargemeinden zeigt | Abitibi-Témiscamingue (Québec) |
| Algoma District      | Sudbury District                            | Timiskaming District           |

## Administrative Gliederung

### Städte und Gemeinden
| Ort                  | Status   | Bevölkerung (2016) |
| -------------------- | -------- | ------------------ |
| Black River-Matheson | Township | 2.410              |
| Cochrane             | Town     | 5.321              |
| Fauquier-Strickland  | Township | 530                |
| Hearst               | Town     | 5.070              |
| Iroquois Falls       | Town     | 4.537              |
| Kapuskasing          | Town     | 8.292              |
| Mattice-Val Côté     | Township | 686                |
| Moonbeam             | Township | 1.231              |
| Moosonee             | Town     | 1.481              |
| Opasatika            | Township | 214                |
| Smooth Rock Falls    | Town     | 1.330              |
| Timmins              | City     | 41.788             |
| Val Rita-Harty       | Township | 817                |

### Gemeindefreie Gebiete
- Cochrane, Unorganized, North Part
- Cochrane, Unorganized, South East Part
- Cochrane, Unorganized, South West Part

### Indianerreservationen
- Abitibi 70
- Constance Lake 92
- Factory Island 1
- Flying Post 73
- Fort Albany 67
- Moose Factory 68
- New Post 69
- New Post 69A